# Sarvasiddhi Rayavaram
Sarvasiddhi Rayavaram, thường được viết tắt là S. Rayavaram, là một mandal thuộc huyện Visakhapatnam, bang Andhra Pradesh.